# Ordine dell'India britannica
L’Ordine dell'India britannica (inglese: The Order of British India) era un'onorificenza conferita dal Sovrano del Regno Unito in quanto Imperatore d'India.

## Storia
La medaglia venne originariamente istituita dalla Compagnia delle Indie orientali il 18 aprile 1837 per lungo, fedele e onorabile servizio. La Compagnia venne privata dei propri poteri dopo alcune rivolte indiane e l'onorificenza, dal 1859, divenne parte delle onorificenze britanniche. L'Ordine divenne obsoleto all'ottenimento dell'indipendenza dell'India nel 1947 ma mai formalmente abolito per cui è considerato quiescente.

## Criteri di eleggibilità
L'Ordine venne concesso inizialmente in una sola classe di benemerenza che dal 1939 venne ampliata in due: la I classe, concedente il titolo onorifico di Sardar Bahadur (capo eroico); II classe, concedente il titolo di Bahadur (eroe). Gli insigniti di entrambe le classi usavano le lettere postnominali "OBI". 
L'Ordine era concesso prevalentemente ai militari di nazionalità indiana che avessero prestato servizio in India durante il governatorato britannico e solitamente veniva concesso agli ufficiali tra i 20 e i 30 anni di carriera.

## Insegne
- La medaglia è composta da una stella raggiante a sole con otto bracci realizzata in oro al centro della quale vi è una corona d'alloro del medesimo materiale contornante un disco centrale smaltato di blu con un leone guardante in oro. Attorno al leone centrale si trova un anello blu smaltato con l'iscrizione in oro "ORDER OF BRITISH INDIA". Il retro della decorazione è piano. Per la I classe della decorazione, sopra il medaglione del fronte si trova una corona imperiale in oro.
- Il nastro era originariamente azzurro, successivamente mutò in porpora nel 1838. Nel 1939, con la creazione delle due classi di benemerenza al nastro venne aggiunta una o due bande azzurre verticali per indicare, rispettivamente, la I o la II classe.

| Nastri             |                    |                                |                                 |
| Membro (1837-1838) | Membro (1838-1939) | Membro di I classe (1939-1947) | Membro di II classe (1939-1947) |

## Insigniti notabili
- Capitano Nawab Khan

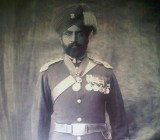
Capitano onorario Sardar Bahadur, Mihr Din, OBI (I classe, al collo)

- Colonnello luogotenente Raja Atta Ullah Khan, Sardar Bahadur (1868)
- Hashim Ali Khan, Nawab Mir Hahsim Nawaz Jung Bahadur (1897)[4]
- Subaidar Niaz Muhammad Khan
- Sardar Bahadur capitano Hazara Singh Bahad
- Subedar Hari Singh Thapa Sardar Bahadur
- Rao Bahadur colonnello Thakur Balu Singh ji Inderpura
- Subedar-Major Bahadur Jagindar Singh Saini[5]
- Subedar Bahadur Humail Khan
- capitano Mubarak Ali Khan
- capitano Rup Singh Sardar Bahadur
- capitano Nar Bahadur Gurung
- Subedar maggiore Sardar Bahadur Muhammad Ismail